# Bend
Pour les articles homonymes, voir Bend (homonymie).
 (septembre 2024).
Si vous disposez d'ouvrages ou d'articles de référence ou si vous connaissez des sites web de qualité traitant du thème abordé ici, merci de compléter l'article en donnant les références utiles à sa vérifiabilité et en les liant à la section « Notes et références ».
Le bend est une technique guitaristique également utilisée sur certains autres instruments à cordes. Elle consiste à tirer latéralement une ou plusieurs cordes  afin d'augmenter leur tension, cela a pour effet de monter légèrement la hauteur du son. On rencontre parfois l'expression « tiré » en français ; to bend signifie « courber » en anglais.
Un bend signifie plus généralement un petit portamento, c'est-à-dire une légère variation de la hauteur du son et ce sans discontinuité (contrairement à un glissando), l'effet étant possible avec des instruments sans cordes (harmonica, synthétiseur, saxophone).

## Intérêt
La guitare ayant un manche fretté pour la gamme tempérée, la technique de jeu normale ne permet de jouer que les notes correspondant à cette gamme. Le bend permet d'atteindre d'autres notes (altération), et donc de produire des micro-intervalles.

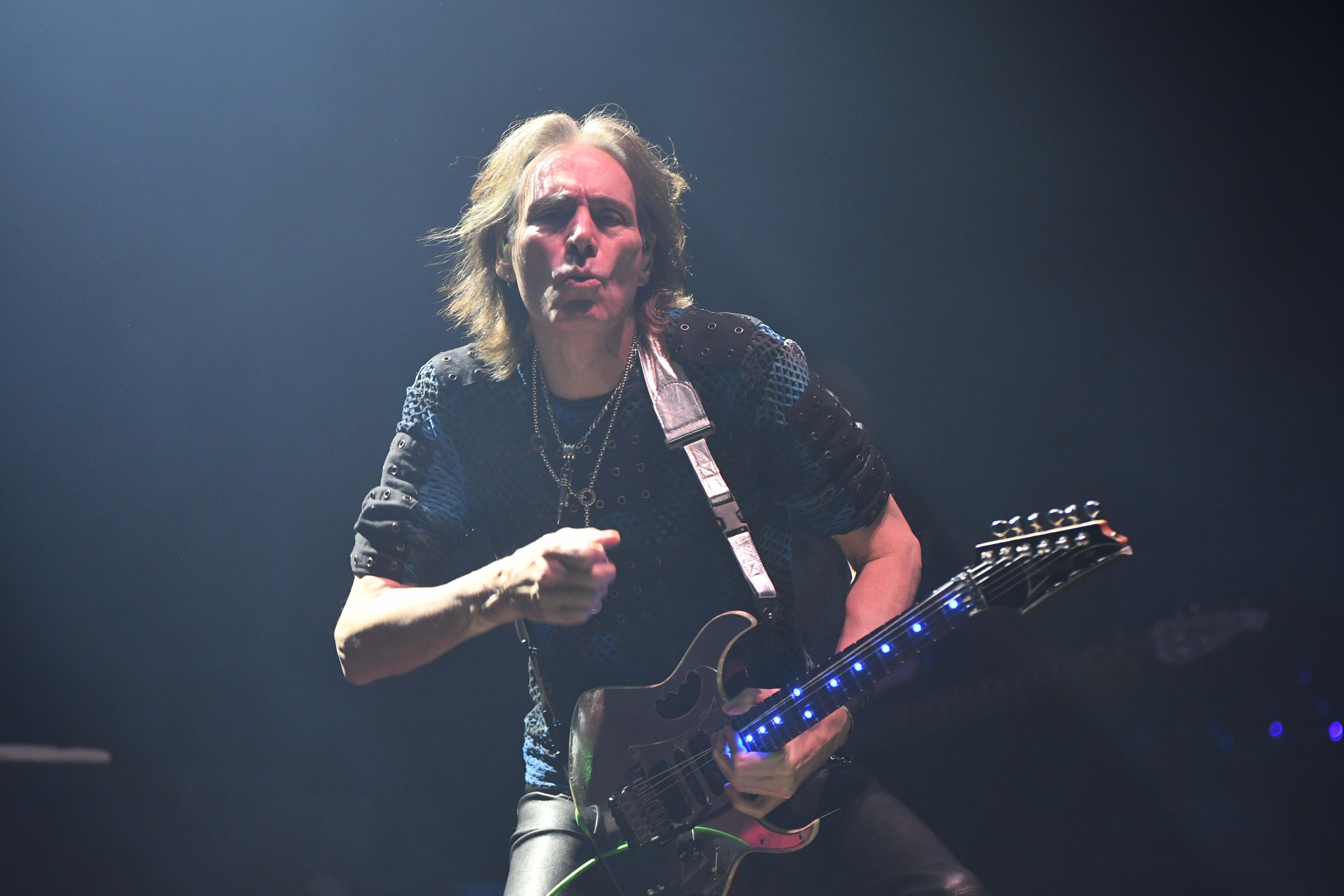
Steve Vai réalise un bend sur la corde de mi grave.

Mais il est surtout utilisé pour faire des effets de liaison continue (portamento) entre deux notes. Dans ce cas, le guitariste s'efforce d'effectuer le bend le plus précis possible pour atteindre une note présente dans la gamme. Cet effet de liaison est tout particulièrement utilisé pour agrémenter des solos (par exemple de rock, de blues), donnant tantôt un effet langoureux ou plaintif, si le bend est effectué lentement, tantôt un effet vigoureux et énergique, si le bend est joué rapidement et avec force, comme dans les solos heavy metal.

## Technique
Pour tirer la corde qu'on veut altérer, il faut la pousser ou la tirer suivant un axe parallèle aux frettes. Autrement dit, il faut la tendre vers le haut ou vers le bas perpendiculairement au manche de la guitare.
Il est possible d'effectuer plusieurs bends successifs, ce qui peut donner un effet de vibré continu si la réalisation est rapide. Les guitaristes aguerris peuvent jouer un bend aussi bien avec l'index que le majeur, l'annulaire ou l'auriculaire. En utilisant plusieurs doigts à la fois, on peut effectuer un bend sur plusieurs cordes — soit pour éviter les bruits parasites, car cela diminue le risque d'accrocher la corde supérieure avec l'ongle, soit tout simplement pour jouer cet effet sur plusieurs cordes et le rendre plus puissant.
Il est important de poser l'index à plat sur la touche et les deux autres doigts (le majeur et l'annulaire) légèrement courbés. L'index permet d'étouffer les cordes pour empêcher de les faire sonner et aussi pour avoir un meilleur contrôle sur le bend.

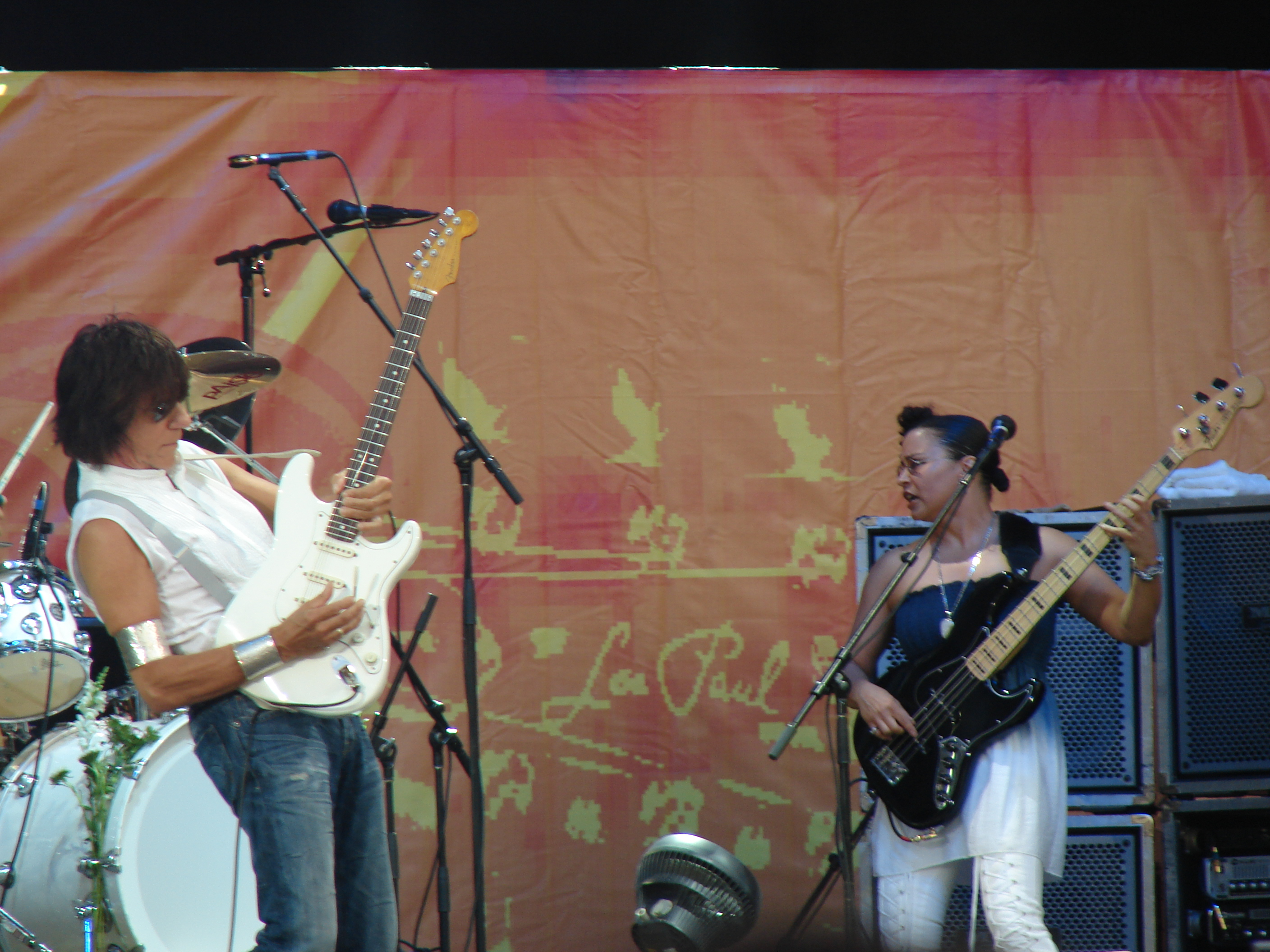
Jeff Beck (à gauche) effectue un bend sur la corde de sol.

Pour une guitare standard à six cordes, la tradition veut que les bends sur les trois premières cordes aigües s'effectuent en tirant vers le haut, tandis que les bends sur les trois cordes graves s'effectuent en tirant vers le bas. En pratique, chaque guitariste adopte des schémas personnels, qui peuvent même varier au sein d'un morceau.

Un bend montant et descendant
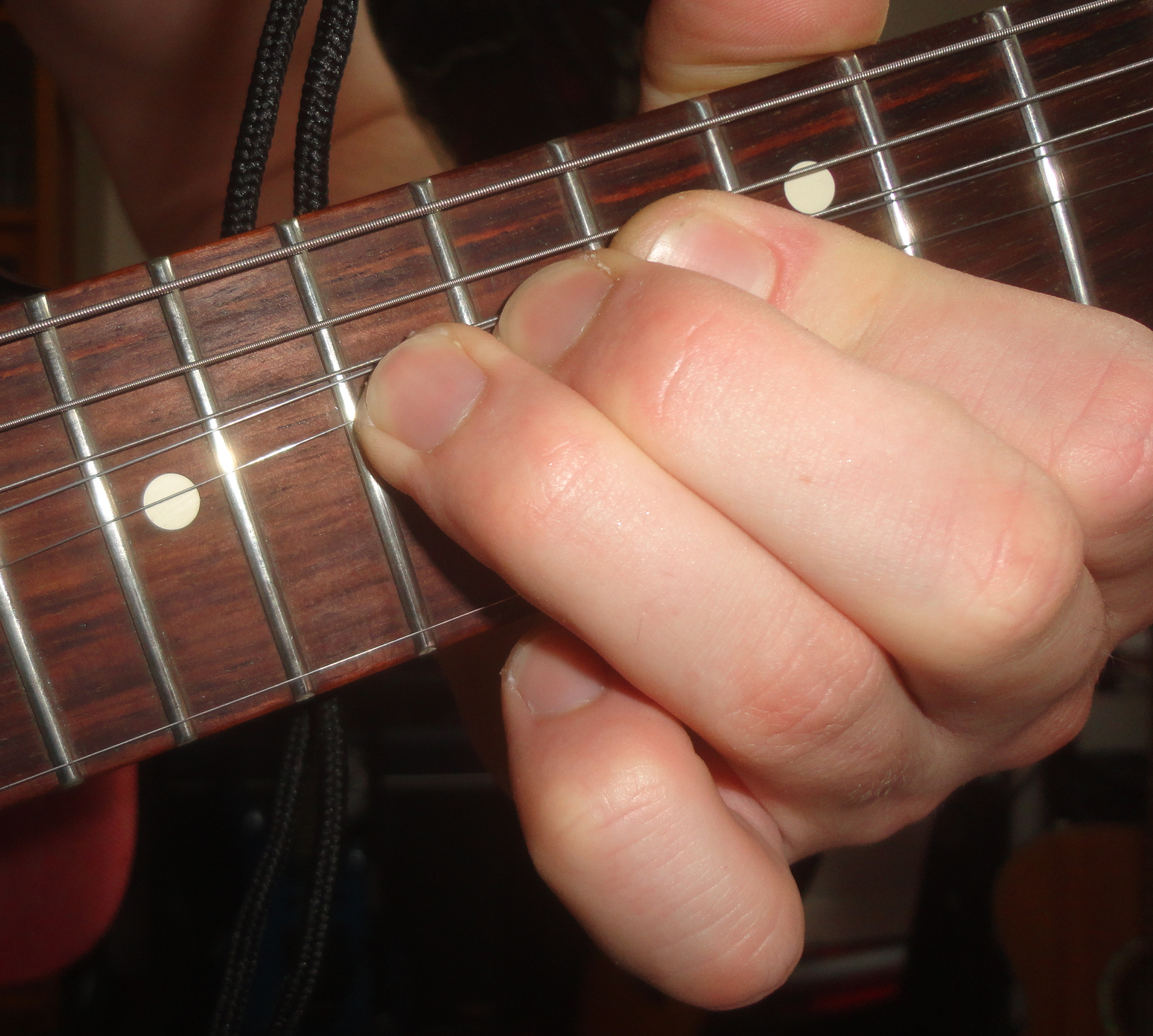
Bend d'un ton sur une guitare électrique
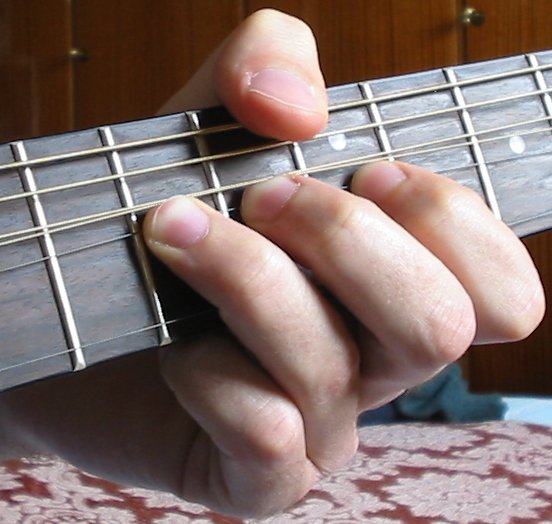
Bend d'un ton sur une guitare acoustique
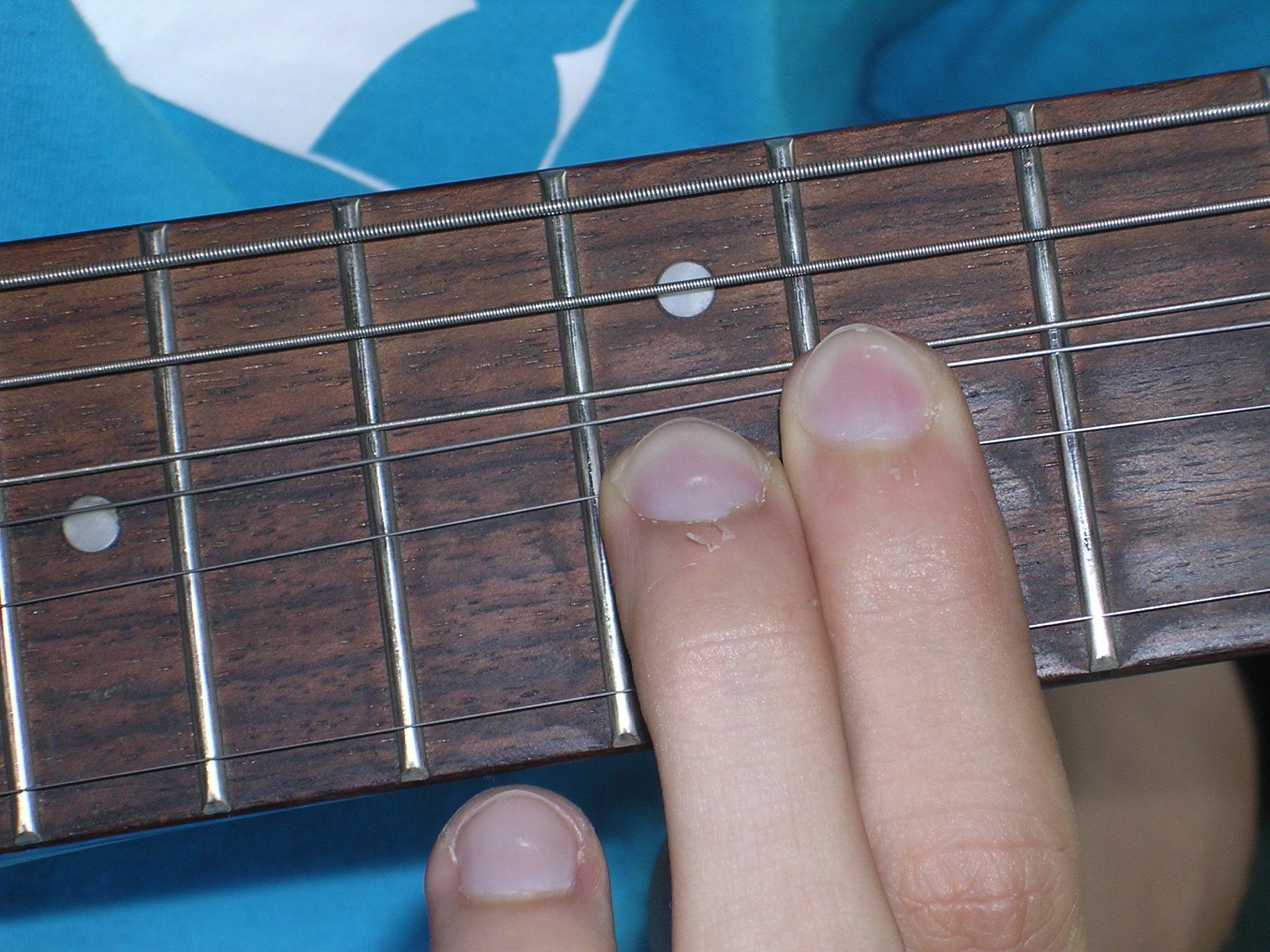
Bend sur deux cordes, joué sur une guitare électrique

## Notation musicale
| \| style="padding-left: 1em;" \| Version sonore de l'illustration. La durée des notes n'est pas respectée. |

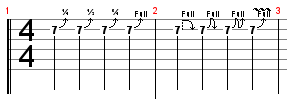
Figure 1 - Différents types de bends notés sur une tablature

Sur les tablatures de guitare, basse et autres instruments à cordes, les bends sont notés b et/ou figurés par différentes flèches, généralement placées au-dessus des notes que le musicien doit interpréter par un bend. À ces flèches sont associés des sigles comme ¼, ½ ou Full : ils indiquent la tonalité supplémentaire à atteindre. On distingue donc avec cette notation le sens du bend et son amplitude, tandis que sa durée et son intensité sont celles de la note ou laissées à l'appréciation du musicien.
Une flèche montante indique que la corde sur laquelle la note est jouée doit être tirée ou poussée avec le doigt (cas des quatre premières notes de la figure 1), la note est donc plus élevée à la fin du bend. Une flèche descendante indique que la note doit être jouée alors que la corde est déjà tirée ou poussée et qu'elle doit ensuite revenir à sa position naturelle, la note est donc plus élevée au début du bend (on parle de release bend — cas de la cinquième note). Une flèche montante puis descendante indique qu'il faut effectuer un bend classique puis le relâcher lentement (sixième note). On peut également enchaîner deux bends (septième note). Enfin, un bend peut être combiné avec une autre technique, par exemple un vibrato (huitième et dernière note) ou un glissando par déplacement simultané de la main sur la corde.

## MIDI
Le protocole MIDI (utilisé par les guitares MIDI, synthétiseur, piano numérique, expandeur, saxophone MIDI, etc.) permet de décrire un bend grâce au message MIDI dédié appelé pitch bend. Pitch signifie « pas » (au sens de cran, degré) et bend « déformation », pitch bend signifiant « réglage de la modification de la hauteur du son » ou « portamento ». Il s'agit du réglage MIDI qui permet d'obtenir un portamento. Le pitch bend sur une note permet par exemple de faire un portamento descendant d'une quinte sur un son de guitare basse, ou un effet d'attaque en portamento ascendant d'un demi-ton sur un son de saxophone.
Le bend range est un réglage MIDI qui permet de déterminer la hauteur maximale d'un portamento (pitch bend) sur une piste MIDI. Il s'agit de l'amplitude maximum de déformation de la hauteur du son par pitch bend. Exemples :
- Un bend range de valeur 1 permet de faire un portamento d'une amplitude d'un demi-ton maximum
- Un bend range de valeur 2 permet de faire un portamento d'une amplitude d'un ton maximum (2 demi-tons)

Le pitch bend et le bend range appliqués à une piste n'affectent pas les autres pistes.
Un message de bend range est généralement unique et placé en début de piste, et les messages de pitch bend sont multiples et placés au niveau des notes soumises aux portamenti (pluriel de portamento).